# Condado de Payne
El condado de Payne (en inglés: Payne County), fundado en 1907 y con nombre en honor del capitán y padre del estado David L. Payne, es un condado del estado estadounidense de Oklahoma. En el año 2000 tenía una población de 68.190 habitantes con una densidad de población de 37,7 personas por km². La sede del condado es Stillwater.

## Geografía
Según la oficina del censo el condado tiene una superficie total de 1805 km² (696,9 mi²), de los que 1777 km² (686,1 mi²) son tierra y 28 km² (10,8 mi²) (1,55%) son agua.

### Condados adyacentes
- Condado de Noble - norte
- Condado de Pawnee - noreste
- Condado de Creek - este
- Condado de Lincoln - sur
- Condado de Logan - suroeste

## Demografía
Según el censo del 2000 la renta per cápita media de los habitantes del condado era de 28.733 dólares y el ingreso medio de una familia era de 40.823 dólares. En el año 2000 los hombres tenían unos ingresos anuales 31.132 dólares frente a los 21.113 dólares que percibían las mujeres. El ingreso por habitante era de 15.983 dólares y alrededor de un 20,30% de la población estaba bajo el umbral de pobreza nacional.

## Ciudades y pueblos
- Cushing
- Drumright
- Glencoe
- Perkins
- Quay
- Ripley
- Stillwater
- Yale